# Stenosmia aravensis
Stenosmia aravensis är en biart som beskrevs av Van der Zanden 1992. Stenosmia aravensis ingår i släktet Stenosmia och familjen buksamlarbin. Inga underarter finns listade i Catalogue of Life.